# Pseudorhodania marginata
Pseudorhodania marginata är en insektsart som beskrevs av Borchsenius 1962. Pseudorhodania marginata ingår i släktet Pseudorhodania och familjen ullsköldlöss. Inga underarter finns listade i Catalogue of Life.